# 財務大臣・中央銀行総裁会議
財務大臣・中央銀行総裁会議（ざいむだいじん・ちゅうおうぎんこうそうさいかいぎ）は、各国の財務大臣と中央銀行総裁が一堂に会して国際的な経済・金融問題について話し合う会議。

## 会議一覧

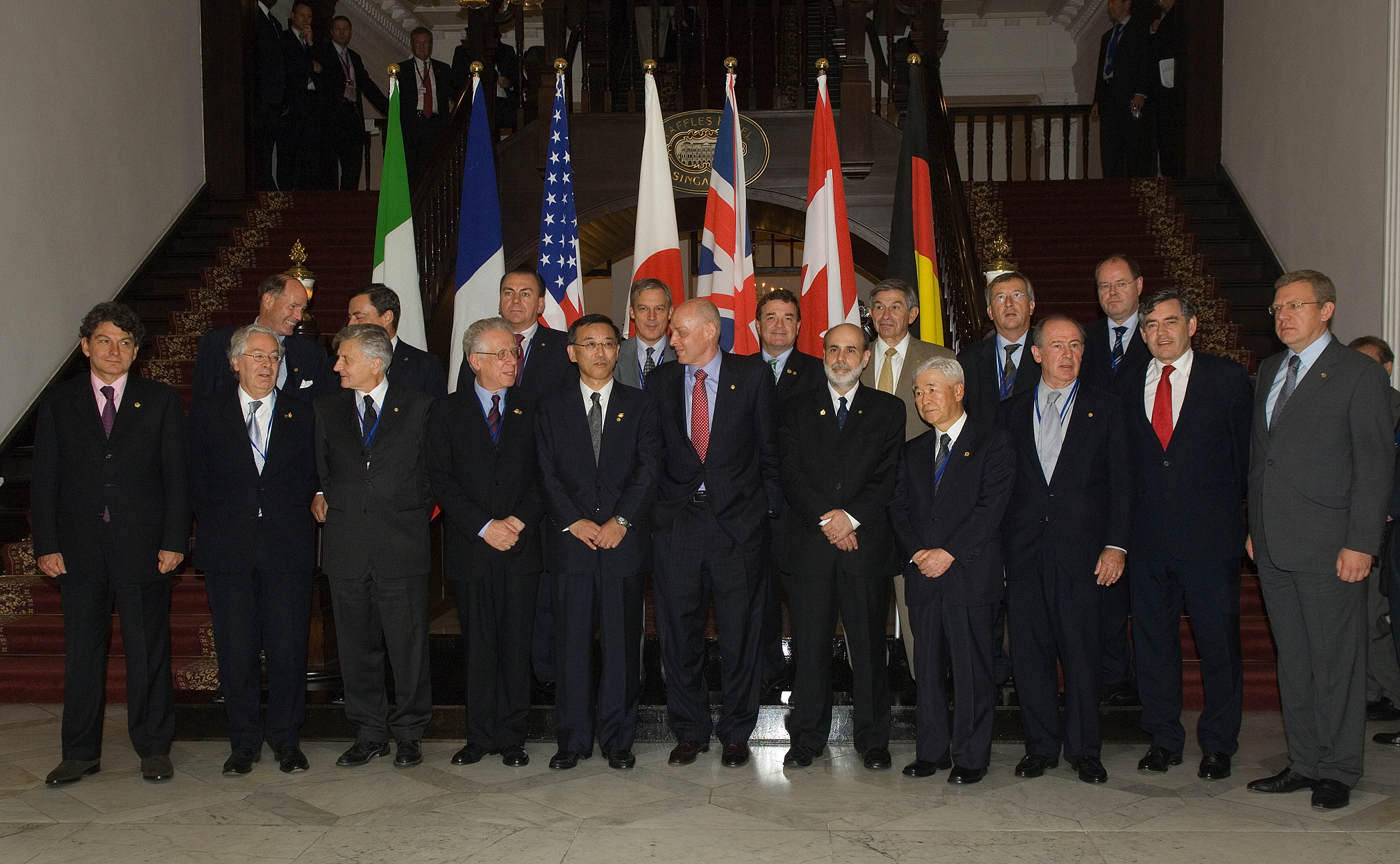
先進7か国財務相・中央銀行総裁会議の参加者たち（2006年9月16日、シンガポールにて）

先進7か国財務大臣・中央銀行総裁会議（G7）
日本、アメリカ、イギリス、イタリア、カナダ、ドイツ、フランスの7か国で構成。1973年に行われたアメリカ・イギリス・西ドイツ・フランスの4国会合「ライブラリーグループ」に起こりを持つ主要国首脳会議の源流である。
先進11か国財務大臣・中央銀行総裁会議（G10）
G7の7か国に加えてオランダ、ベルギー、スウェーデン、スイスの11か国で構成。元の歴史は「ライブラリーグループ」の会合より古く、1962年に初開催された。スイスは1984年に初参加。これにより、11か国になった後も略称はG10のままとなっている。
主要20か国財務大臣・中央銀行総裁会議（G20）
G8参加国（G7とロシア）と、G8以外で経済規模が大きい11か国（ブラジル、インド、中国、南アフリカ、メキシコ、インドネシア、韓国、トルコ、オーストラリア、サウジアラビア、アルゼンチン）、欧州連合（EU）議長国の20か国に加え、国際通貨基金（IMF）、国際復興開発銀行（IBRD）、ヨーロッパ中央銀行（ECB）の3機関の代表が参加。1999年に初招集。
BRICS財務大臣・中央銀行総裁会議（BRICS）
主要新興国のBRICSがG20財務大臣・中央銀行総裁会議を踏襲し、首脳会議に先立って開催している。